# 베라 피셔
베라 피셔(Vera Fischer, 1951년 11월 27일 ~ )는 브라질의 배우, 미인 대회 우승자이다. 1969 미스 브라질 우승자이며, 1969 미스 유니버스에 브라질 대표로 참가했다.